# Geraldine Hislop
May Karin Geraldine Hislop, född 23 februari 1916 i Stockholm, död 18 augusti 1984 i Lundby församling, Göteborg, var en svensk sångerska och skådespelerska.
Hislop var dotter till den skotsk-svenske operasångaren Joseph Hislop. Hon gifte sig 1937 i London med den brittiska konstnären John Leigh-Pemberton, men fortsatte i Sverige att uppträda under sitt födelsenamn till åtminstone 1942. Hon var senare gift Thordenberg och bosatt i Göteborg. Hon är begravd på Västra kyrkogården i Göteborg.

## Filmografi
- 1941 – En fattig miljonär – Vera Virgo